# منحنى إنجل

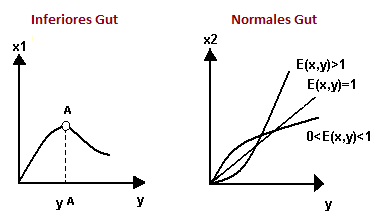

في الاقتصاد الجزئي، يصف منحنى إنجل كيفية اختلاف نفقات الأسرة على سلعة أو خدمة معينة حسب دخلها. هناك نوعان من منحنيات إنجل. تصف الميزانية التي تشارك منحنى إنجل كيفية اختلاف نسبة الإنفاق من دخل الأسرة على سلعة ما حسب الدخل. بشكل آخر، يمكن لمنحنى إنجل أن يصف أيضًا كيفية اختلاف الإنفاق الحقيقي تبعًا لدخل الأسرة. سُميت المنحنيات نسبة لعالم الإحصاء الألماني إرنست إنجل (1821 – 1896)، الذي كان أول من يبحث في العلاقة بين الدخل والإنفاق على السلع بشكل منتظم في عام 1857. تخلص مقالته بالنتيجة الشهيرة المعروفة بقانون إنجل؛ أنه كلما زاد فقر الأسرة، زادت حصة إنفاقها على الغذاء من دخلها.

## الشكل
بيانيًا، يتمثل منحنى إنجل في الربع الأول من نظام الإحداثيات الديكارتية. يظهر الدخل على المحور الأفقي، والكمية المطلوبة للسلعة أو الخدمة المختارة على المحور العمودي.
تعتمد أشكال منحنيات إنجل على العديد من المتغيرات الديموغرافية وغيرها من الخصائص الاستهلاكية. يعكس منحنى إنجل الدقيق مرونة دخله ويشير إلى ما إذا كانت السلعة رخيصة، أو عادية، أو فاخرة. تقترب منحنيات إنجل التطبيقية من كونها خطية بالنسبة لبعض السلع، وغير خطية بشكل كبير بالنسبة لسلع أخرى.
بالنسبة للسلع العادية، يتّصف منحنى إنجل بتدرج إيجابي. ما يعني أنه بزيادة الدخل، تزداد الكمية المطلوبة نت السلعة. بالنسبة للسلع العادية، هناك احتمالان. إلا أن منحنى إنجل يبقى متزايدًا للأعلى بالنسبة لكلتا الحالتين، إذ ينحني باتجاه المحور الأفقي فيما يتعلق بالاحتياجات الضرورية، وباتجاه المحور العمودي فيما يتعلق بالكماليات.
بالنسبة للسلع الرخيصة، يتّصف منحنى إنجل بتدرج سلبي. يعني ذلك أنه مع زيادة دخل المستهلك، فإنه سيشتري كمية أقل من السلع الرخيصة، لأنه أصبح بإمكانه شراء سلع أفضل.
بالنسبة للسلع ذات دالة طلب مارشالي مشتقة من دالة منفعة ذات الشكل القطبي لغورمان، يكون منحنى إنجل خطًا مستقيمًا.
تُظهر العديد من منحنيات إنجل خصائص تشبّع تنحدر فيها إلى اللانهاية عند مستويات الدخل المرتفعة، ما يشير إلى وجود حد مطلق لمدى زيادة الإنفاق على سلعة ما مع زيادة دخل الأسرة. ربطت خاصية التشبع هذه بالتباطؤ في نمو الطلب على بعض القطاعات في الاقتصاد، الأمر الذي أدى إلى إحداث تغييرات كبرى في التكوين القطاعي لأي اقتصاد.

## خصائص أخرى
عند النظر في نظام منحنيات إنجل، تفرض النظرية التي وصلنا إليها أن مجموع كل مرونات الإنفاق، عند مقارنتها بحصة الموازنة المقابلة، عليها أن تصل إلى الوحدة. يستبعد ذلك احتمالية كون التشبع خاصية عامة في منحنيات إنجل بالنسبة لكل السلع، لأن ذلك يعني ضمنًا أن مرونة دخل جميع السلع تقترب من الصفر ابتداءً من مستوى دخل معيّن. ينبع التقييد الحاصل من افتراض أن الاستهلاك دائمًا ما يحصل عند الحد الأعلى من مجموعة فرص الأسرة، والتي لا تستوفى إلا إذا فشلت الأسرة بتلبية جميع احتياجاتها بشكل كامل ضمن حدود مجموعة الفرص المتاحة.
يرى مفكرون آخرون أن مستوى التشبع الأعلى موجود لكل أنواع السلع والخدمات.

## تطبيقات
تُستخدم منحنيات إنجل في الاقتصاد الجزئي من أجل حساب مقياس التكافؤ ومقارنة الرفاهية المرتبطة به، وتحدد خصائص أنظمة الطلب مثل قابلية التتكدس والرتبة.
تستخدم منحنيات إنجل أيضًا لدراسة كيفية ارتباط التركيب الصناعي المتغير للاقتصادات النامية بالتغيرات في تكوين الطلب الأسري.
في النظرية التجارية، كان أحد التفسيرات للتجارة بين الصناعات هو فرضية مفادها أن البلدان التي تتمتع بمستويات دخل مماثلة تتمتع بخيارات مشابهة عندما يتعلق الامر بالسلع والخدمات (فرضية ليندنر)، والتي تشير إلى الدور المهم الذي قد يلعبه فهم تكوين تغيرات الطلب الأسري مع الدخل في تحديد أنماط التجارة العالمية.
تملك منحنيات إنجل أهمية كبيرة أيضًا في قياس التضخم، والسياسة الضريبية.